# Адур Бхаси
Адур Бхаси (малаял. അടൂർ ഭാസി; род. 1 марта 1927, Тривандрам — 29 марта 1990, Керала) — индийский актёр, сыгравший свыше 500 различных ролей в фильмах на малаялам, трёхкратный лауреат премии «Kerala State Film Awards».

## Биография
Бхаси родился 1 марта 1927 года в бухте Росскот, Тривандрам в семье Е. В. Кришна Пиллай, знаменитого юмориста, эссеиста и юриста, и Махешвари Амма, дочери писателя Рамана Пиллая.
Когда его отец умер, Бхаси вместе с родственниками переехал на родину отца, а закончив обучение в школе, вернулся в Тривандрам и поступил на курсы при Институте текстильных технологий. Закончив обучение, на протяжении некоторого времени работал, но понял, что хочет стать профессиональным актёром. Участвовал в любительских постановках, на радио, а потом перешёл в мир кино, сыграв маленькую роль в малаяламоязычном фильме Thiramala. В 1961 ему начали давать более серьёзные роли, и он стал один из самых знаменитых актёров малаяламского кинематографа — «Молливуда».
В 1974 получил кинопремию штата Керала (Kerala State Film Award) в номинации «лучший актер» за роль в Chattakkari. В 1979 вновь получил эту премию, за роль в фильме Cheriyachante Krura Krithyangal, а 1984 год принёс ему третью победу — за роль второго плана в картине April 18. Он также был награждён Filmfare Awards South за лучшую мужскую роль в 1975 году.
В 2009 году в городе Патанамтитта, расположенном в Керале, построили мемориал Адуру Бхаси. В 2014 его младший брат К. Падманабхан Наир выпустил о нём книгу.